# Koronavirus
Koronavirusi (znanstveno ime Orthocoronavirinae) so skupina virusov, ki povzročajo bolezni pri ljudeh in živalih. Okužba se pri živalih lahko kaže s simptomi, kot so driska pri kravah in prašičih, vnetje zgornjih dihal pri piščancih ... Pri ljudeh koronavirusi povzročajo okužbe dihal, ki so običajno blage, lahko pa so tudi hude, celo smrtne. Za preprečevanje ali zdravljenje okužb s koronavirusi ni na voljo odobrenih zdravil, cepiva pa so odobrena.
Koronavirusi sestavljajo poddružino Orthocoronavirinae, v družini Coronaviridae, red Nidovirales, realm Riboviria.. So enovijačni virusi z ribonukleinsko kislino (RNK) in maščobno ovojnico.

## Etimologija
Slovenska poimenovanje 'koronavirus' izhaja iz novolatinske zloženke 'coronavirus', ki je sestavljena iz besed 'corona', 'krona' in 'virus', ki pa je izposojenka starolatinske besede 'virus', ki pomeni 'sluz', 'strup'. Družina je ime dobila po svojih koničastih membranskih beljakovinah.

## Zgodovina
Koronaviruse so odkrili v 60-ih letih dvajsetega stoletja. Prvi odkriti virusi so bili koronavirus, ki povzroča bronhitis pri piščancih, in dva koronavirusa iz nosne votline pri ljudeh, ki povzročata navadni prehlad in so ju poimenovali humani koronavirus 229E in humani koronavirus OC43. Kasneje so odkrili še druge predstavnike, na primer leta 2003 SARS-CoV (povzročitelj sarsa), leta 2004 HCoV NL63, leta 2005 HKU1, leta 2012 MERS-CoV (povzročitelj mersa). Novoodkriti koronavirusi lahko za razliko od starejših koronavirusov povzročajo tudi zelo hude okužbe dihal.
31. decembra 2019 so iz kitajskega mesta Vuhan prvič poročali o izbruhu okužb s prej nepoznanim koronavirusom. Nov koronavirus je Svetovna zdravstvena organizacija poimenovala 2019-nCoV. Do 21. marca 2020 so poročali o 288.000 potrjenih primerov okužbe, od tega je 12.000 bolnikov umrlo ter se jih je 90.000 pozdravilo. Nov sev virusa iz Vuhana spada med betakoronaviruse, v skupino 2B, in izkazuje okoli 70-odstotno genetsko sorodnost z virusom SARS-a (SARS-CoV). Sumijo, da je virus preskočil na ljudi s kač, vendar se številni vodilni strokovnjaki ne strinjajo s to domnevo. Ugotovili so, da se nov koronavirus prenaša med ljudmi, okužil je tudi zdravstvene delavce.

## Patologija
Koronavirusi povzročajo okužbe pri ljudeh in živalih. Prej znani koronavirusi, pred sarsom (SARS-CoV), mersom (MERS-CoV) in koronavirusom iz Vuhana (2019-nCoV), povzročajo pri ljudeh praviloma blago okužbo zgornjih dihal in so odgovorni za 15–30% prehladov, le izjemoma povzročajo okužbo spodnjih dihal, kar je lahko posledica slabšega razmnoževanja pri temperaturi 37°C. Novejši koronavirusi lahko povzročijo zelo hude, tudi smrtne okužbe dihal.

## Humani koronavirusi
Poznanih je sedem sevov humanih koronavirusov:
1. humani koronavirus 229E (HCoV-229E)
2. humani koronavirus OC43 (HCoV-OC43)
3. SARS-CoV
4. humani koronavirus NL63 (HCoV-NL63, New Haven coronavirus)
5. humani koronavirus HKU1
6. koronavirus bližnjevzhodnega respiratornega sindroma (MERS-CoV), prvotno znan kot novi koronavirus 2012 ali HCoV-EMC.
7. SARS-CoV-2,[14][15] znan tudi kot novi koronavirus,[16] koronavirus vuhanske pljučnice ali vuhanski koronavirus.[17] (Izraz »novi« se nanaša na to, da je bil virus na novo odkrit.) [15]

Koronavirusi HCoV-229E, -NL63, -OC43, in -HKU1 neprestano krožijo med prebivalstvom po vsem svetu in povzročajo okužbe dihal pri otrocih in odraslih.